# 남고츠가는도마뱀붙이
남고츠가는도마뱀붙이(Hemiphyllodactylus aurantiacus), 일명 서던 고츠 슬렌더 게코(Southern Ghats slender gecko)는 인도 남부의 언덕 지역에 분포하는 도마뱀붙이류의 일종이다.

## 형태
머리는 달걀 모양이고, 좌우보다 앞뒤가 길다; 주둥이는 둥글고, 굉장히 볼록하며, 눈과 귓구멍 사이의 간격보다 살짝 짧으며, 안와의 지름보다 1.3 배 길다; 귓구멍은 굉장히 작고 둥글다. 몸은 길쭉하며, 암컷이 수컷보다 더 길다; 다리는 짧고, 앞다리의 길이는 axilla와 groin 사이의 간격 이하다. 발가락은 짧고, 물갈퀴가 없으며, 안쪽 발가락은 굉장히 작고, 미발달되어있다; 발가락의 끝부분 밑에는 두 개의 반으로 나뉜 🔰자 박판(lamellae)이 나있고, 그 뒤에는 나뉘지 않은 박판이 나있으며, 갈수록 크기가 줄어든다. 머리는 굉장히 작고 오톨도톨한 비늘로 덮여있다; 주둥이비늘과 턱비늘은 굉장히 작고, 전자는 사각형, 후자는 오각형이나 삼각형이다; 콧구멍은 주둥이비늘, 첫 번째 윗입술비늘, 몇 개의 자잘한 비늘 사이에 뚫려있다; 입술비늘은 굉장히 작고, 위아래에 각각 9-10 개가 있으며, 턱큰비늘은 없다. 등은 굉장히 작고 오톨도톨한 비늘로 덮여있으며, 복부의 비늘은 조금 크고 납작하고 서려 겹쳐있다. 수컷의 아랫도리에는 7-9 개의 항문전공이 각진 열을 이루어 나있다. 꼬리는 원통형이고, 끝으로 갈수록 가늘어지며, 작고 부드러운 비늘이 서로 겹쳐 나있으며, 뒤로 갈수록 커진다. 머리와 등을 포함한 윗부분은 회갈색 바탕에 짙은 갈색의 물결무늬가 나있으며, 끝부분은 흩어져 점박이무늬를 이룰 수도 있다; 주둥이 끝부분에서 눈을 지나 앞다리까지 짙은 갈색 줄무늬가 나있다; 흰색 반점들이 머리와 등에 흩어져 나있다; 꼬리는 짙은 점박이무늬나 가로고리줄무늬(annulus)가 나있으며, 대개 밑부분에 테두리가 검은 큰 흰색 점이 두 개 박혀있는데 보통 가운데에서 합쳐진다. 밑부분은 흰색 바탕에 갈색 반점이 흩어져있다.
주둥이에서 항문까지 1.4 in (36 mm), 꼬리는 1.25 in (32 mm) 에 달한다.

## 분포
인도(아나이말라이, 서고츠, 방갈로르, 콜리 힐즈(Kolli Hills))
모식지: "고도 1,120 m의 셰바로이 힐즈(Shevaroy Hills), 예르카두 등등의 바위 아래".

## 참고 문헌
- Bauer, A.M. & Das, I. 1999 The systematic status of the endemic south Indian gecko Hemidactylus aurantiacus (Beddome 1870). J. South Asian Nat. Hist. 4 (2): 213-218